# Ledečko
Ledečko è un comune della Repubblica Ceca facente parte del distretto di Kutná Hora, in Boemia Centrale.

## Nella cultura di massa
La cittadina è presente, con il nome di "Ledetchko", nel gioco di ruolo ambientato nel 1403 Kingdom Come: Deliverance.